# حسن‌آباد (صومای برادوست)
حسن‌آباد، روستایی است از توابع بخش صومای برادوست و در شهرستان ارومیه استان آذربایجان غربی ایران.

## جمعیت
این روستا در دهستان صومای شمالی قرار داشته و بر اساس سرشماری سال ۱۳۸۵ جمعیت آن ۳۷۲ نفر (۶۱ خانوار)
بوده‌است.